# كاترينا لاو
كاترينا لاو (بالإنجليزية: Katrina Law)‏ (مواليد 30 سبتمبر 1985; فيلادلفيا، بنسيلفانيا) ممثلة أمريكية، اشتهرت بادأها دور «ميرا» في المسلسل التلفزيوني الشهير سبارتاكوس: الدم والرمل  عام 2010، و سبارتاكوس: الانتقام عام 2012 والتي بثت على قناة ستارز الأمريكية، وظهورها عام 2014 في درو «نيسا الغول» في المسلسل التلفزيوني السهم .

## نشأتها
ولدت لو في فيلادلفيا، ونشأت في ديبتفورد تاونشيب، نيو جيرسي. والدتها تايوانية والدها من أصل ألماني وإيطالي. عندما كانت مراهقة، تم تتويجها ملكة جمال نيو جيرسي مراهقات الولايات المتحدة الأمريكية.

## وصلات خارجية
- الموقع الرسمي
- كاترينا لاو على موقع IMDb (الإنجليزية)
- كاترينا لاو على موقع روتن توميتوز (الإنجليزية)
- كاترينا لاو على موقع ألو سيني (الفرنسية)
- كاترينا لاو على موقع قاعدة بيانات الفيلم (الإنجليزية)